# Temnoscheila gemella
Temnoscheila gemella is een keversoort uit de familie schorsknaagkevers (Trogossitidae). De wetenschappelijke naam van de soort werd in 1900 gepubliceerd door Ernest Marie Louis Bedel.